# Aleksandra Toborowicz
Aleksandra Toborowicz ist eine polnische Künstlerin.

## Werdegang
Sie promovierte 2015 im Fachbereich Grafikdesign an der Akademie der Bildenden Künste Krakau und arbeitet im Grafikdesign und der Wandmalerei.
Nach ihrer Habilitation wurde sie in Krakau als Professorin und Dekanin des Instituts für Grafik berufen und leitet das Atelier für Schriftgestaltung und Typografie.
Sie erhielt 2 goldene, 3 silberne, 3 bronzene und 6 eiserne Auszeichnungen.

## Ausgewählte Werke
Ihre Werke werden international gehandelt, sind aber teilweise auch öffentlich zugänglich. Toborowicz wurde zu mehreren Kunstfestivals in und außerhalb von Polen eingeladen, bei denen sie Kunstwerke im öffentlichen Raum hinterließ. Ein bekanntes Beispiel ist ihr Beitrag zum  Streetart-Projekt Betonliebe in Nürnberg im Jahre 2019.

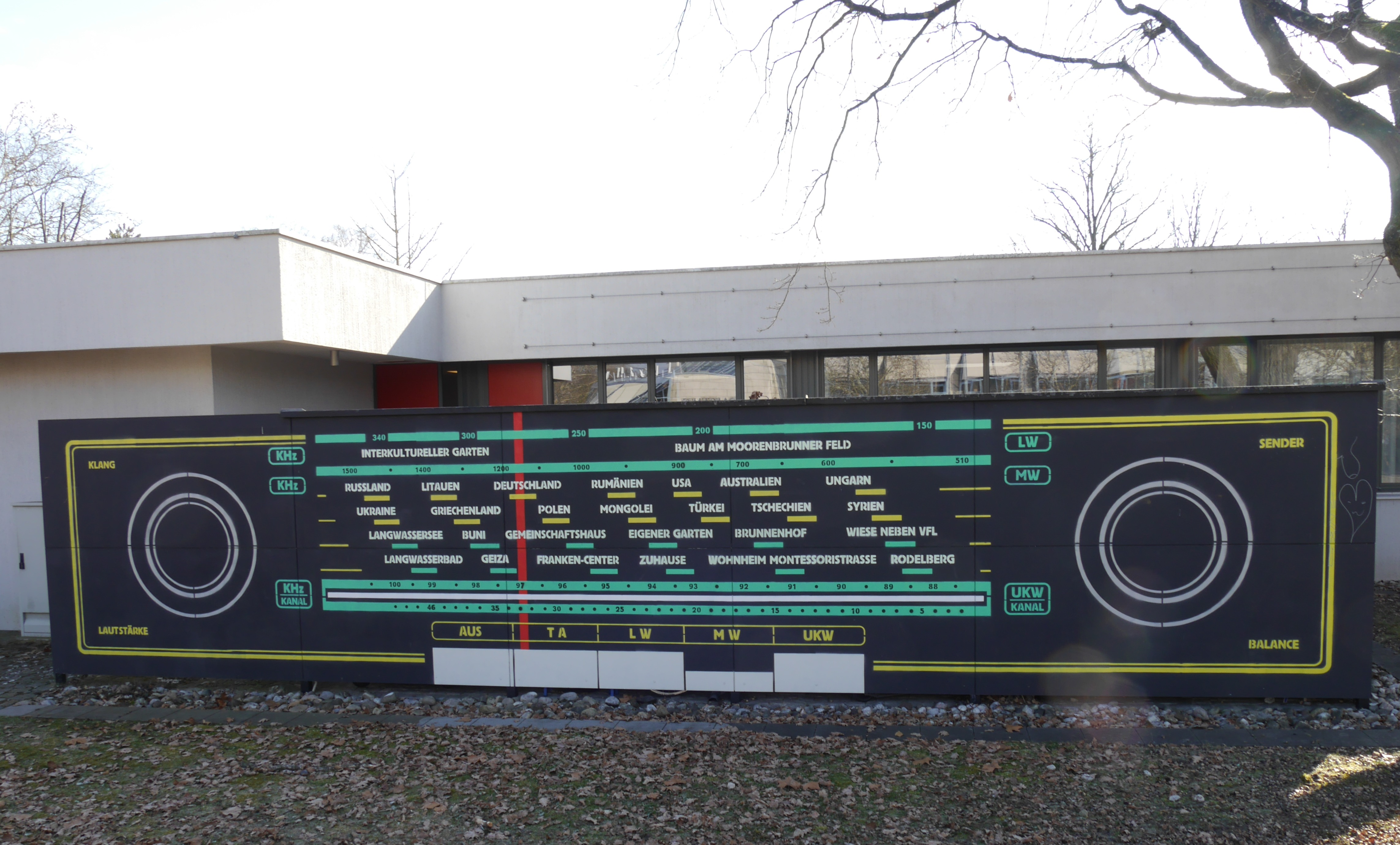
Weltempfänger am Gemeinschaftshaus Langwasser, Beitrag zum Projekt Betonliebe 2019 in Nürnberg
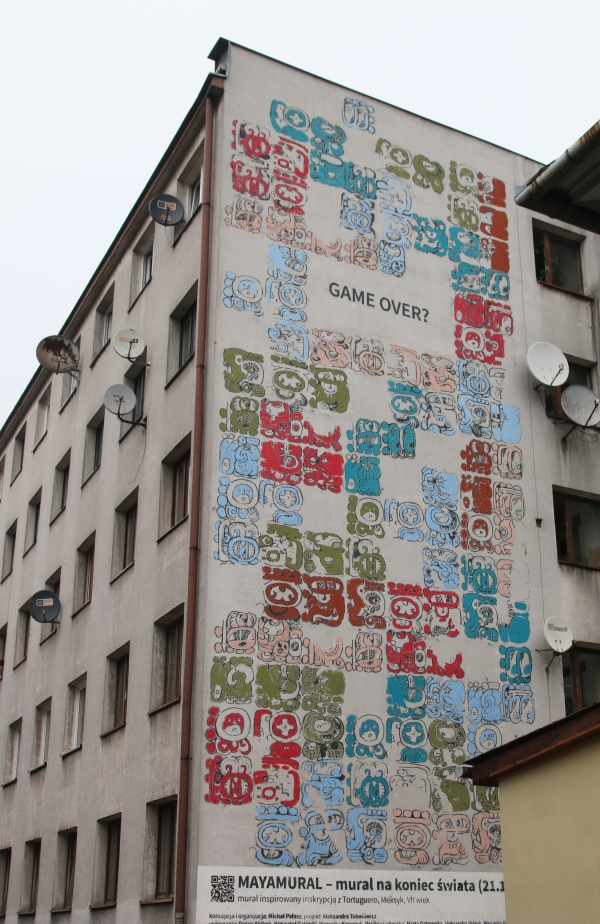
Mural Na koniec swiatata (am Ende der Welt) in Krakau
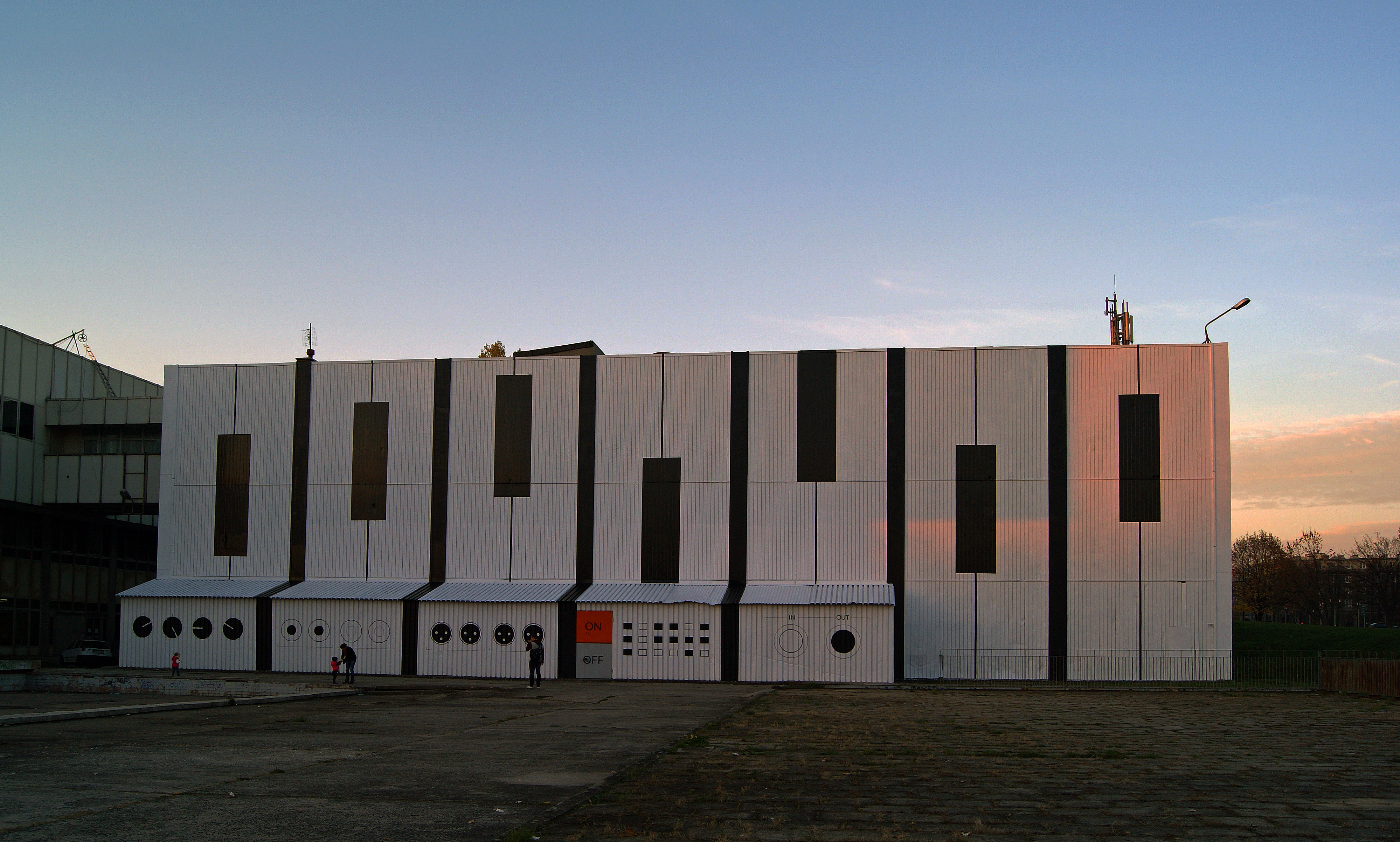
Wandgemälde am Kulturzentrum Nowa Huta in Krakau